# Linia kolejowa Güsen – Ziesar
Linia kolejowa Güsen – Ziesar – nieistniejąca obecnie jednotorowa linia kolejowa. Zlokalizowana była na obszarze niemieckiego landu Saksonia-Anhalt.

## Historia
2 kwietnia 1917 r. przedsiębiorstwo Ziesarer Kleinbahn AG otworzyło linię z Güsen do Ziesar. Ruch towarowy pomiędzy stacjami Ziesar i Tucheim uruchomiono 15 września 1916, natomiast pasażerski - 21 października 1916 r. 1 kwietnia 1949 r. obsługę linii kolejowej przejęło przedsiębiorstwo Deutschen Reichsbahn.
Przewóz towarów między Güsen a Ziesar zlikwidowano 1 stycznia 1998 r. Ruch pasażerski funkcjonował jeszcze do 29 maja 1999 r. 1 stycznia 2001 r. Federalny Urząd Kolejowy (niem. Eisenbahn-Bundesamt) rozpoczął długotrwałe prace rozbiórkowe na linii Güsen – Ziesar.
W rozkładach jazdy linia ta była oznaczana różnymi. W okresie istnienia NRD linia nosiła numer 707, następnie, aż do zaprzestania obsługi linii przez Deutsche Bahn, miała numer 262.